# Norway (Kansas)
Norway es un lugar designado por el censo ubicado en el condado de Republic en el estado estadounidense de Kansas. En el censo de 2020 tenía una población de 17 habitantes y una densidad poblacional de 2,90 habitantes por km². Fue incluido como CDP en el censo de 2020. 

## Geografía
Norway se encuentra ubicado en las coordenadas 39°41′48″N 97°46′26″O / 39.69667, -97.77389. Según la Oficina del Censo de los Estados Unidos,  tiene una superficie total de 5,87 km², todos correspondientes a tierra firme.